# Amegilla kalahari
Amegilla kalahari là một loài Hymenoptera trong họ Apidae. Loài này được Eardley mô tả khoa học năm 1994.